# Alexandre Skirda
Alexandre Skirda (?1942 – 23. prosince 2020) byl francouzský anarchista. Jeho matka byla Ukrajinka a otec Rus. Skirda je historik a překladatel specializující se na ruské anarchistické revoluční hnutí. Jeho díla jsou psaná ve francouzštině.

## Dílo

### Knihy ve francouzštině
- Alexandre Skirda, Kronstadt 1921 : prolétariat contre bolchévisme, Tête de feuille, Paris, 1971, 271 s. (ISBN 2-84621-002-0)
- Alexandre Skirda, Les Anarchistes dans la Révolution russe, Tête de feuilles, Paris, 1973, 186 s.
- Alexandre Skirda, Autonomie individuelle et force collective : les anarchistes et l’organisation de Proudhon à nos jours, Publico, Skirda, Spartacus, 1987, 365 s. (ISBN 2-9502130-0-6)
- Alexandre Skirda, Nestor Makhno : le cosaque libertaire, 1888–1934 ; La Guerre civile en Ukraine, 1917–1921, Éd. de Paris, Paris, 1999, 491 s. (ISBN 2-905291-87-7)
- Alexandre Skirda, Les Anarchistes russes, les soviets et la révolution de 1917, Éd. de Paris, Paris, 2000, 348 s. (ISBN 2-84621-002-0)

### Překlady do angličtiny
- Alexandre Skirda (translation by Paul Sharkey), Facing the enemy : a history of anarchist organization from Proudhon to May 1968, AK Press, 1er janvier 2002, 292 p. (ISBN 9781902593197)
- Alexandre Skirda (translation by Paul Sharkey), Nestor Makhno : Anarchy's Cossack: The Struggle for Free Soviets in the Ukraine, AK Press, 2004, 415 p. (ISBN 9781902593685)